# Cahurščina
Cahurščina je eden lezginskih jezikov, ki spadajo v naško-dagestansko skupino kavkaških jezikov. Govori se v Rutulskem okrožju Dagestana (v 13 krajih) in v severnem Azerbajdžanu. Število govorcev cahurščine po podatkih iz leta 2002 znaša 22.843 , od katerih jih okoli 13.000 živi v Azerbajdžanu in okoli 9.770 v ruskem Dagestanu. V Dagestanu je v šolah organiziran pouk v cahurščini, izdajajo se tudi učbeniki in izhaja en časopis.

## Pisni jezik
Leta 1934 je bila izdelana prva abeceda za zapisovanje cahurščine in sicer na osnovi latinice. V njej so takrat izdali 8 učbenikov. Že štiri leta pozneje so sovjetske oblasti prenehale izdajati cahurske knjige in ukinjen je bil pouk jezika v šolah. Ta "pismeni molk" je trajal vse do leta 1989, ko so ponovno začeli izdajati knjige, tokrat v novi abecedi, izdelani na osnovi cirilice. V Azerbajdžanu še vedno uporabljajo latinično pisavo..
Cahurska abeceda, kot se uporablja v Dagestanu
| А а   | АI аI | Б б   | В в   | Г г   | ГI гI | Гъ гъ | Гь гь |
| Д д   | Дж дж | Е е   | Ё ё   | Ж ж   | З з   | И и   | Й й   |
| К к   | КI кI | Къ къ | Кь кь | Л л   | М м   | Н н   | О о   |
| ОI оI | П п   | ПI пI | Р р   | С с   | Т т   | ТI тI | У у   |
| УI уI | Ф ф   | Х х   | Хъ хъ | Хь хь | Ц ц   | ЦI цI | Ч ч   |
| ЧI чI | Ш ш   | Щ щ   | Ъ ъ   | Ы ы   | ЫI ыI | Э э   | Ь ь   |
| Ю ю   | Я я   |       |       |       |       |       |       |